# استعمار يحتضر
استعمار يَحْتَضِر (بالفرنسية: L'An V de la Révolution Algérienne، بالإنجليزية:A Dying Colonialism) هو كتاب نُشِر عام 1959 من تأليف فرانز فانون، ويعتبر الكتاب تقريرًا يتناول الحرب الجزائرية، حيث يتناول شرحًا مفصَّلًا للتَّغيُّرات الثقافية والسياسية الناتجة من رفض الجزائريين للظلم الاستعماري الفرنسي.

## تاريخ النشر
نشرت النسخة الأولى من الكتاب في فرنسا من خلال دار نشر ماسبيرو(Maspero)، و كان يحمل اسم "العام الخامس للثورة الجزائرية"(L'An V de la Révolution Algérienne). ثم تُرْجِم إلى الإنجليزية عام 1965 و نشرته مجلة (Monthly reviw) تحت اسم "دِراسات في استعمار يحتضر"(Studies In A Dying Colonialism)، ثم اختصر العنوان إلى "استعمار يحتضر"(A Dying Colonialism) حينما نشرته دار نشر (Grove Press)، حيث سوَّقت الكتاب على نحو واسع.